# NGC 4529
NGC 4529 је спирална галаксија у сазвежђу Береникина коса која се налази на NGC листи објеката дубоког неба.
Деклинација објекта је + 20° 11' 1" а ректасцензија 12h 32m 51,7s. Привидна величина (магнитуда) објекта NGC 4529 износи 14,3 а фотографска магнитуда 15,0. NGC 4529 је још познат и под ознакама UGC 7697, MCG 3-32-64, CGCG 99-85, KUG 1230+204, PGC 41639.